# Portrait d'un gentilhomme (Gentileschi)
Pour les articles homonymes, voir Portrait d'un gentilhomme.
Portrait d'un gentilhomme est un tableau réalisé par la peintre italienne Artemisia Gentileschi vers 1626-1627. De format vertical, cette huile sur toile est le portrait en pied d'un homme vêtu de noir, les mains sur les hanches devant un fond neutre. Le modèle est très probablement l'ingénieur français Antoine de Ville, dont on sait que l'artiste l'a peint grâce à une gravure par Jérôme David en 1627. Mise en vente via Sotheby's en 2020, l'œuvre est conservée au sein de la collection particulière du designer américain Todd-Avery Lenahan.